# Hypena jussalis
Hypena jussalis là một loài bướm đêm trong họ Erebidae.